# Биниарис, Такис
Панайотис (Такис) Биниарис (греч. Τάκης Μπινιάρης, род. в 1955 в г. Афины) — греческий певец, представитель Греции на конкурсе песни Евровидение 1985.
На конкурсе песни «Евровидение 1985» певец исполнил песню «Μοιάζουμε» (перев. на рус. Мы похожи). Набрав 16 баллов, он финишировал пятнадцатым.
В 1991 году вновь принимал участие на национальном греческом отборе, выступив с песней «Οπου και να’σαι», однако не занял лидирующей позиции.
В целом музыкант не слишком активно участвовал в музыкальной деятельности, за всю свою карьеру выпустив всего несколько синглов.

## Интересные факты
- Кавер на песню «Μοιάζουμε» был исполнен популярным греческим дуэтом «Antique».[3]